# 黎熙宗
黎熙宗（れいきそう、レ・ヒトン、ベトナム語：Lê Hy Tông / 黎熙宗）は、後黎朝大越中興期の第23代皇帝。名は黎 維祫（レ・ズイ・カップ、ベトナム語：Lê Duy Cáp / 黎維祫）、または黎 維𥘺（レ・ズイ・チー、ベトナム語：Lê Duy Chỉ / 黎維𥘺）とも。

## 生涯
神宗の四男。徳元2年4月3日（1675年4月27日）に兄の嘉宗が崩じると西定王鄭柞によって擁立され、13歳で即位した。
永治元年（1676年）、工部尚書・潤裔侯胡士揚に命じて国史を監修させた。永治2年（1677年）には禄郡公丁文左を派兵して高平の莫敬宇を討伐させ、莫敬宇を清の広西竜州に逃亡させた。
正和26年（1705年）、長男の皇太子黎維禟に譲位して太上皇となった。永盛12年4月15日（1716年6月4日）に54歳で崩じ、富寧陵に葬られた。

## 出典

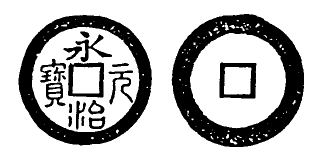
永治年間に鋳造された永治通宝